# 八幡宿駅西口複合施設
八幡宿駅西口複合施設（やわたじゅくえきにしぐちふくごうしせつ）は、千葉県市原市八幡に建設予定の複合公共施設の仮称。完成は2026年（令和8年）3月の予定。

## 概要
市原市では、市原市公共施設再配置基本方針に基づいた公共施設再配置推進のモデルケースとして、八幡宿駅周辺に立地する老朽化した7ヶ所の公共施設を対象にして2020年（令和2年）3月に「八幡宿駅西口公共施設再配置基本計画」を策定した。本施設はこれら7ヶ所の公共施設の機能を集約させて、市民サービスの向上と集約による施設管理費削減を目的として設置される予定である。また、複合施設と一体的にオープンスペースの整備及び管理運営を実施することにより、賑わいや交流の創出、地域イベントの実施による地域交流を図る。さらに、公共施設再配置後に生じる既存施設の各跡地についても地域の魅力創出のための活用を行う予定となっている。

## 沿革
- 2020年（令和2年）3月 - 八幡宿駅西口公共施設再配置基本計画策定[1]。
- 2023年（令和5年）3月10日 - PFI事業の事業契約締結[2]。
- 2026年（令和8年）3月 - 完成予定[3]。

## 施設

### 敷地
予定されている敷地の詳細は以下の通りである。
| 所在地       | - 市原市八幡1050番地1の一部 - 市原市八幡1050番地2の一部 - 市原市八幡1050番地3 - 市原市八幡1126番地1 |
| 所有者       | 市原市                                                                                              |
| 敷地面積     | 23,762m2                                                                                            |
| 用途地域     | 第二種住居地域                                                                                      |
| 指定建蔽率   | 60%                                                                                                 |
| 指定容積率   | 200%                                                                                                |
| 高度地区指定 | 指定あり                                                                                            |
| 防火地域     | 指定なし                                                                                            |

### 建物
敷地内に建設予定の建物は以下の通りである。
| 棟番号 | 棟名称           | 延床面積    | 建築年 | 耐震 | 備考 |
| ------ | ---------------- | ----------- | ------ | ---- | ---- |
| -      | 複合施設         | 約5,500m2   | -      | -    | -    |
| -      | 八幡認定こども園 | 1,230m2以上 | -      | -    | -    |

### 建物以外
建物以外の敷地内に設置予定の機能は以下の通りである。
- 広場（2,500m2以上）
- 駐車場（230台分以上）

### 集約する予定の施設
以下の施設を集約する予定である。
| 複合/単独 | 施設名                   | 分類                         | 現在の立地                 | 備考 |
| --------- | ------------------------ | ---------------------------- | -------------------------- | ---- |
| 複合      | 市原市役所市原支所       | 行政施設                     | 市原市八幡1050番地3        |      |
| 複合      | 市原市立八幡公民館       | 市民文化系施設               | 市原市八幡1050番地1        |      |
| 複合      | 市原市武道館             | スポーツレクリエーション施設 | 市原市八幡1272番地3        |      |
| 複合      | 市原市青少年会館         | 学校教育系施設               | 市原市八幡1126番地1        |      |
| 複合      | 市原市青少年指導センター | 学校教育系施設               | 市原市八幡海岸通1969番地44 |      |
| 複合      | 市原市教育センター       | 学校教育系施設               | 市原市八幡20番地           |      |
| 単独      | 市原市立八幡認定こども園 | 福祉系施設                   | 市原市八幡1050番地1        |      |

## アクセス
- 八幡宿駅から徒歩13分[3]